# Box of Rain
 "Box of Rain" é uma música da banda Grateful Dead, do álbum American Beauty, de 1970. A música foi composta pelo baixista Phil Lesh e pelo letrista Robert Hunter, e cantada por Lesh. Nos anos seguintes, a música tornou-se a favorita e a multidão gritava "Deixe Phil cantar!" para ouvir a música.

## Música
"Box of Rain" é uma canção desenvolvida a partir de canções country e tradicionais do país. Isso é verdade para muitas músicas de Grateful Dead, e a maioria das músicas de American Beauty e seu outro lançamento de 1970, Workingman's Dead. Como a primeira música do American Beauty, também foi a primeira música da Grateful Dead lançada em disco, apresentando Phil Lesh como vocalista principal.

## Letra
Segundo o letrista Hunter, Lesh "queria uma música para cantar para o pai moribundo e compôs uma peça completa com todas as nuances vocais, exceto as palavras".
Muitos dos versos dessa música lembram a música "Ripple", que abre o segundo lado do álbum.

## Histórico de performances
"Box of Rain" estreou em 17 de setembro de 1970, no Fillmore East, em Nova Iorque. Essa performance foi sua única aparição por quase dois anos. A Grateful Dead a reintroduziu durante o outono de 1972 e o tocou pelo resto do ano e 1973, antes de largá-la novamente.
Entre 1976 e 1985, Lesh raramente cantou com o grupo (limitando suas contribuições aos vocais de harmonia em "Truckin'") devido a danos nas cordas vocais devido a canto inadequado. Mais de 750 shows após sua última apresentação, "Box of Rain" foi revivido permanentemente em 20 de março de 1986 no Coliseu de Hampton, Virgínia. Depois disso, a música foi tocada frequentemente em resposta a cânticos da platéia. Antes da morte de Jerry Garcia, "Box of Rain" foi a última música já apresentada ao vivo em um show da Grateful Dead, durante o bis final no Soldier Field, em Chicago, em 9 de julho de 1995. Simbolicamente, foi a primeira música tocada no primeiro show Fare Thee Well no Soldier Field em 3 de julho de 2015, aproximando os fãs.
Hunter gravou a música em seu álbum Jack O'Roses (1980).